# Colonia Angamos
Colonia Angamos es una localidad peruana ubicada en la región Loreto, provincia de Requena, distrito de Yaquerana. Es asimismo capital del distrito de Yaquerana. Se encuentra a una altitud de 104 m s. n. m. Tiene una población de 424 habitantes en 1993.

## Clima
| Parámetros climáticos promedio de Colonia Angamos | Parámetros climáticos promedio de Colonia Angamos | Parámetros climáticos promedio de Colonia Angamos | Parámetros climáticos promedio de Colonia Angamos | Parámetros climáticos promedio de Colonia Angamos | Parámetros climáticos promedio de Colonia Angamos | Parámetros climáticos promedio de Colonia Angamos | Parámetros climáticos promedio de Colonia Angamos | Parámetros climáticos promedio de Colonia Angamos | Parámetros climáticos promedio de Colonia Angamos | Parámetros climáticos promedio de Colonia Angamos | Parámetros climáticos promedio de Colonia Angamos | Parámetros climáticos promedio de Colonia Angamos | Parámetros climáticos promedio de Colonia Angamos |
| Mes                                               | Ene.                                              | Feb.                                              | Mar.                                              | Abr.                                              | May.                                              | Jun.                                              | Jul.                                              | Ago.                                              | Sep.                                              | Oct.                                              | Nov.                                              | Dic.                                              | Anual                                             |
| ------------------------------------------------- | ------------------------------------------------- | ------------------------------------------------- | ------------------------------------------------- | ------------------------------------------------- | ------------------------------------------------- | ------------------------------------------------- | ------------------------------------------------- | ------------------------------------------------- | ------------------------------------------------- | ------------------------------------------------- | ------------------------------------------------- | ------------------------------------------------- | ------------------------------------------------- |
| Temp. máx. media (°C)                             | 31.3                                              | 31.3                                              | 31.1                                              | 30.8                                              | 30.8                                              | 30.8                                              | 30.4                                              | 31.4                                              | 31.9                                              | 32.1                                              | 31.8                                              | 31.6                                              | 31.3                                              |
| Temp. media (°C)                                  | 26.4                                              | 26.5                                              | 26.4                                              | 26.2                                              | 26.1                                              | 26                                                | 25.3                                              | 25.9                                              | 26.5                                              | 26.7                                              | 26.7                                              | 26.6                                              | 26.3                                              |
| Temp. mín. media (°C)                             | 21.5                                              | 21.7                                              | 21.7                                              | 21.7                                              | 21.5                                              | 21.2                                              | 20.2                                              | 20.5                                              | 21.1                                              | 21.4                                              | 21.7                                              | 21.7                                              | 21.3                                              |
| Fuente: climate-data.org                          |                                                   |                                                   |                                                   |                                                   |                                                   |                                                   |                                                   |                                                   |                                                   |                                                   |                                                   |                                                   |                                                   |